# ألفا روميو 155
ألفا روميو 155 (بالإنجليزية: Alfa Romeo 155)‏ هي سيارة تم تصنيعها من قبل ألفا روميو الإيطالية.

## معرض صور

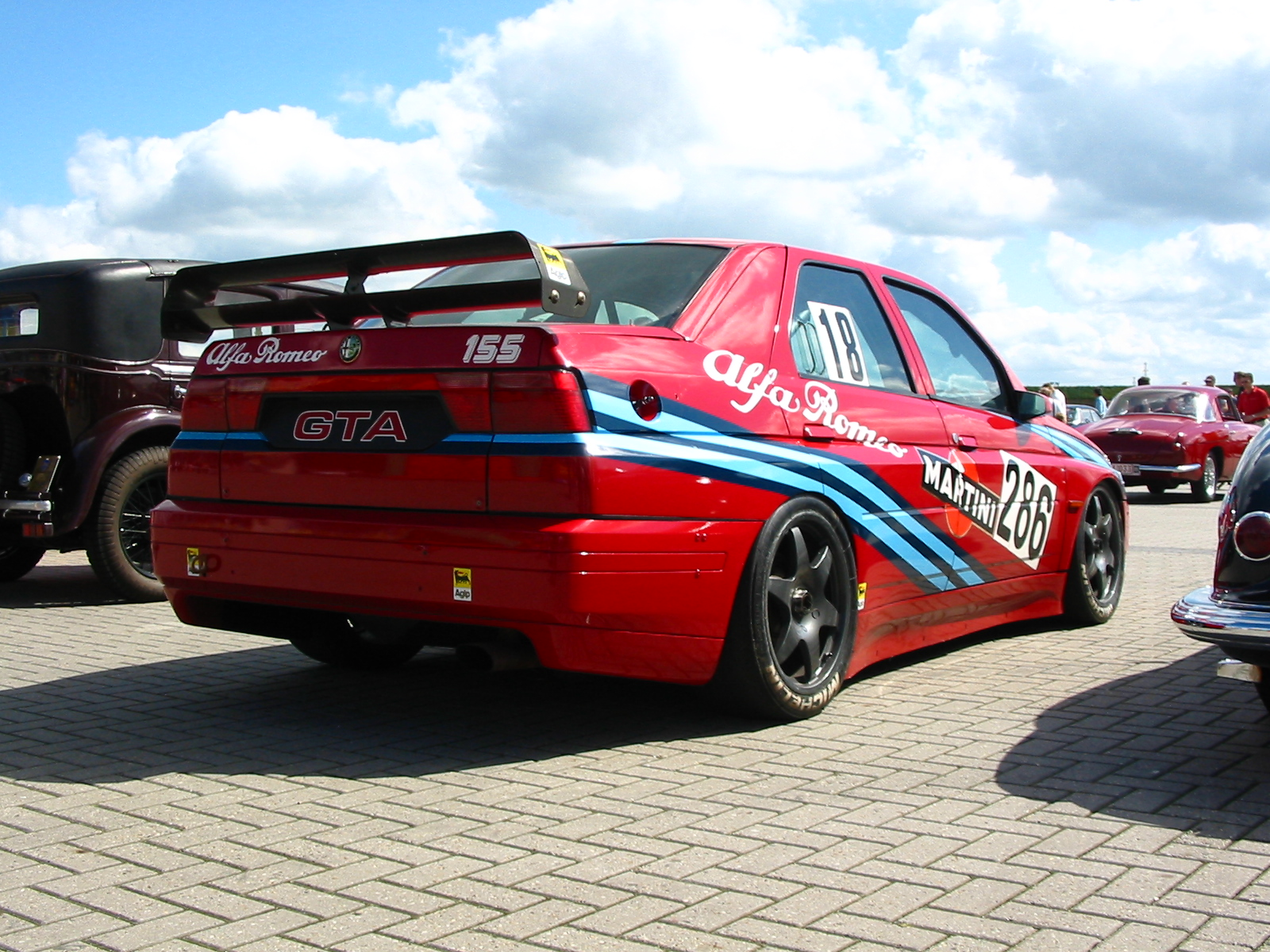
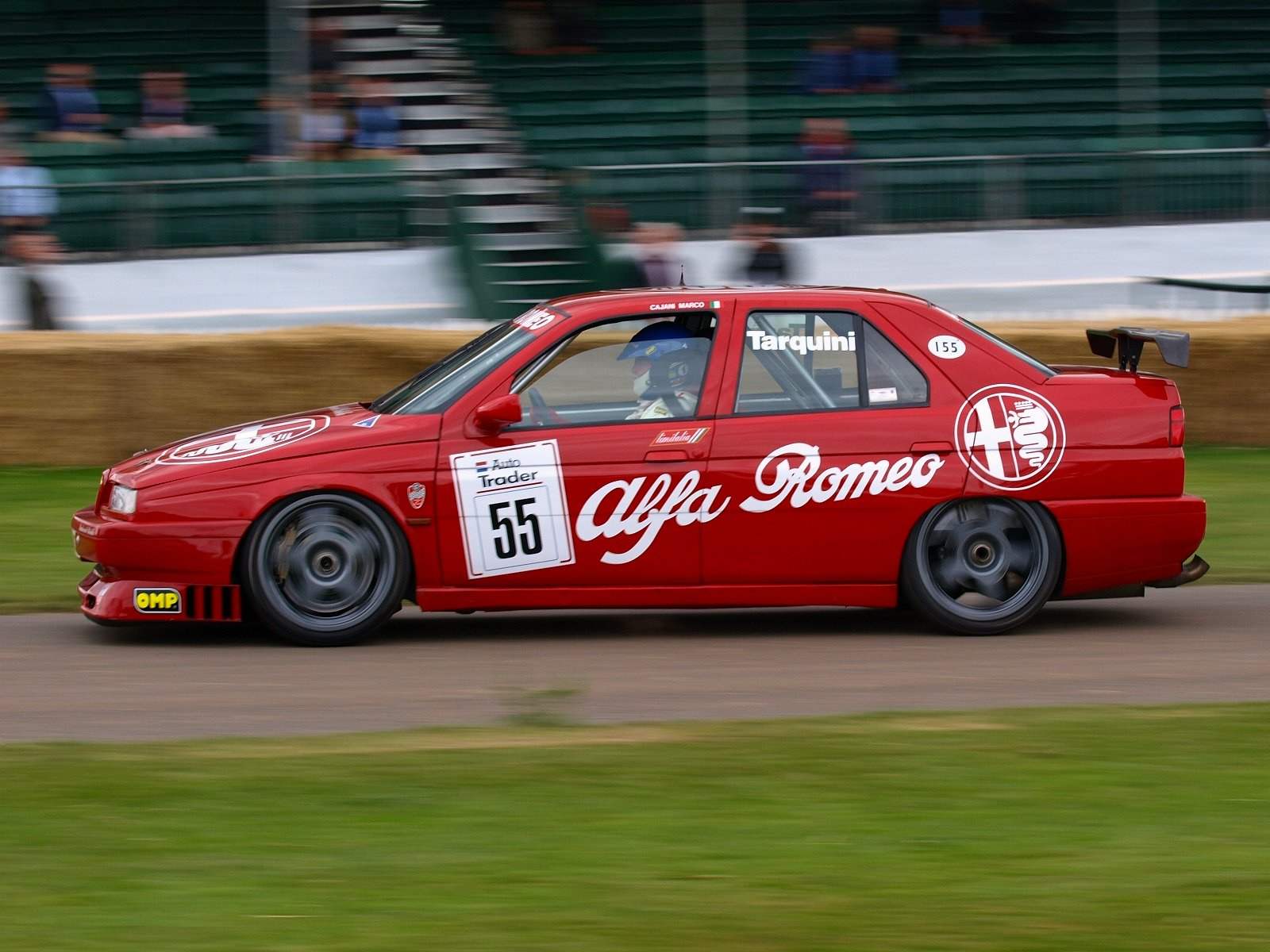
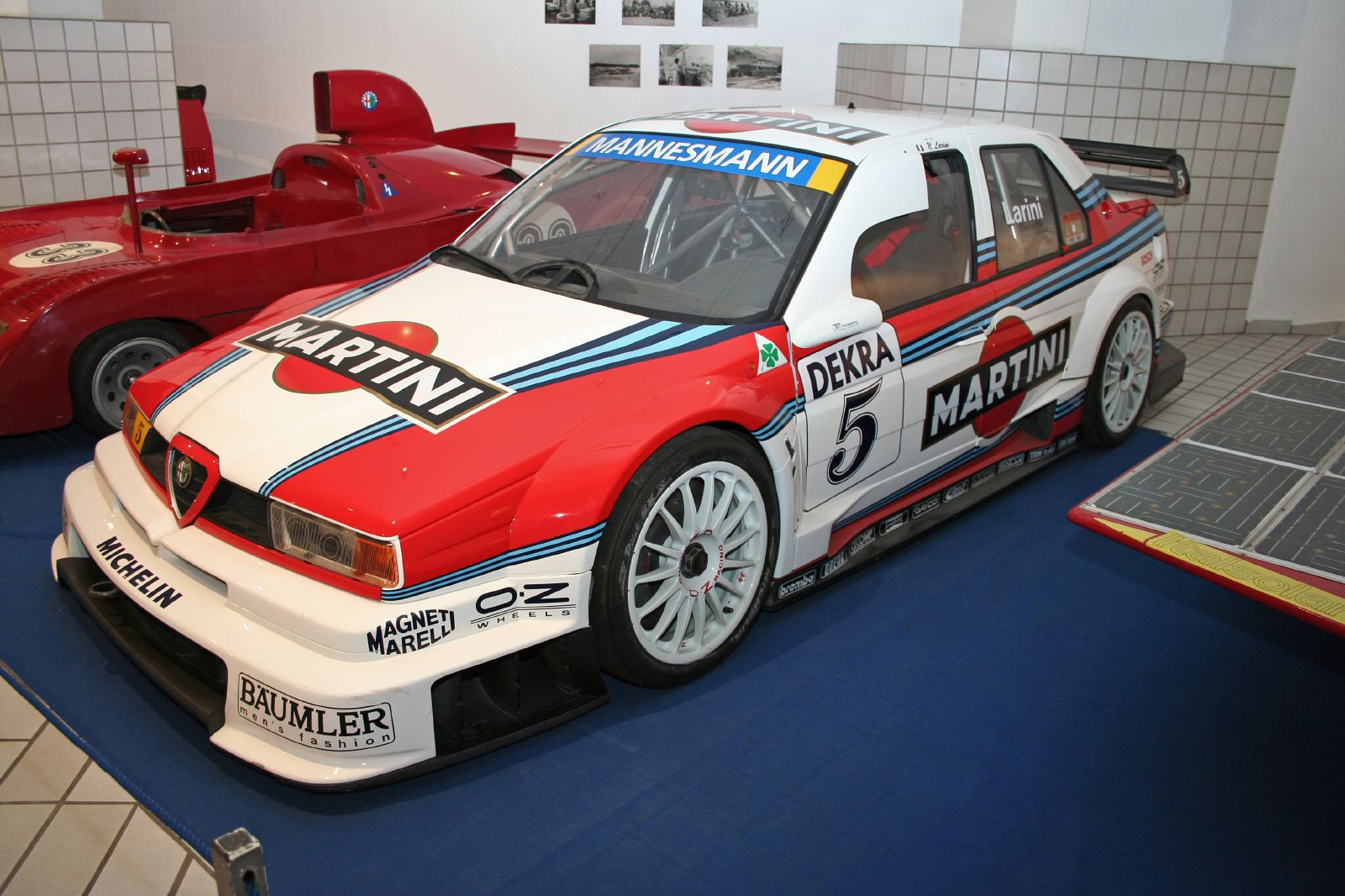
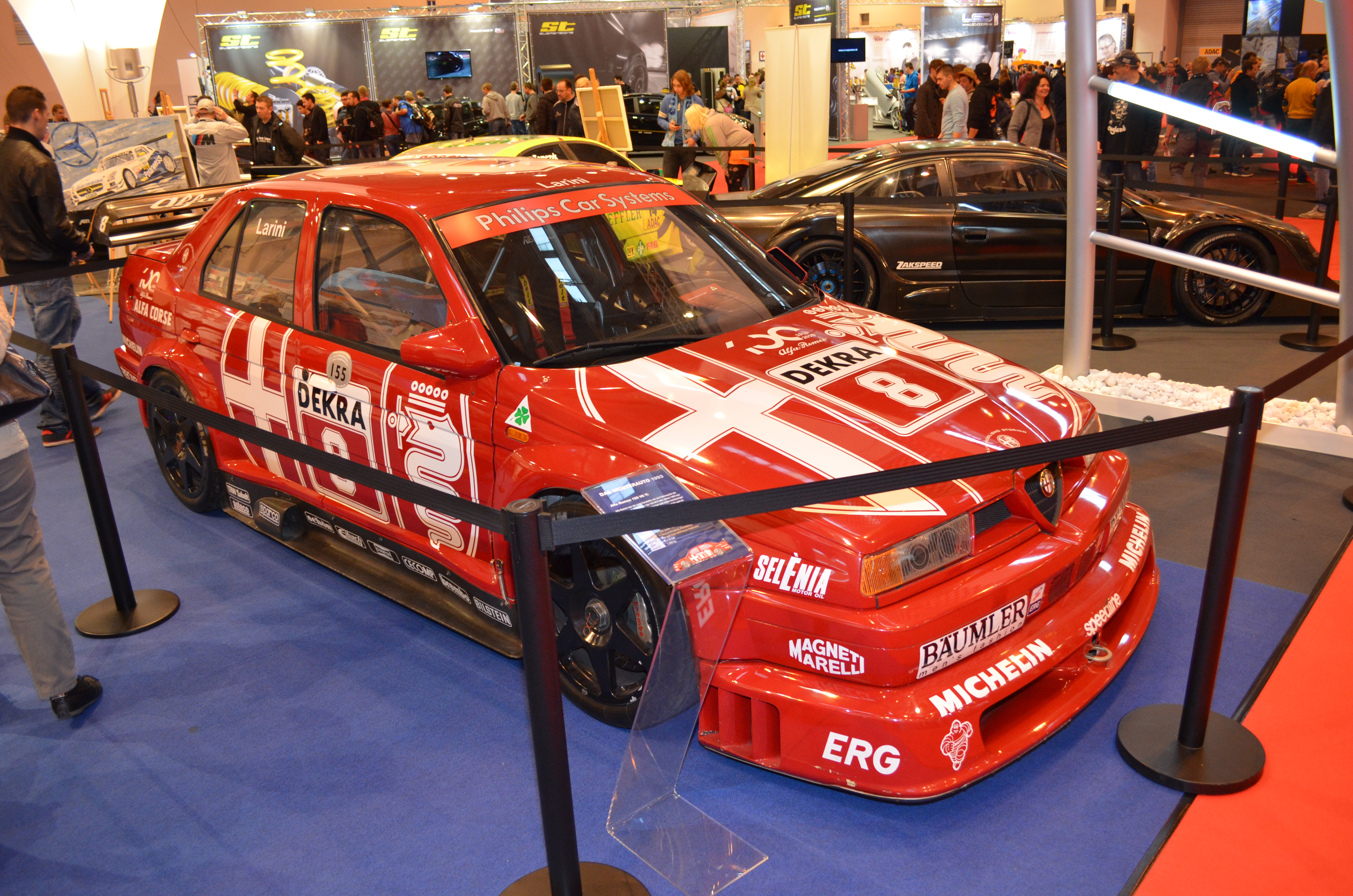